# Abraxas albipalliata
Abraxas albipalliata là một loài bướm đêm trong họ Geometridae.